# Magyar országos rekordok listája 50 méteres gyorsúszásban
Ez a lista az 50 méteres gyorsúszásban elért felnőtt magyar csúcsokat tartalmazza.

## Hosszú pálya

### Férfiak
| A férfi 50 méteres gyorsúszás magyar csúcsai (50 méteres medence) | A férfi 50 méteres gyorsúszás magyar csúcsai (50 méteres medence) | A férfi 50 méteres gyorsúszás magyar csúcsai (50 méteres medence) | A férfi 50 méteres gyorsúszás magyar csúcsai (50 méteres medence) | A férfi 50 méteres gyorsúszás magyar csúcsai (50 méteres medence) | A férfi 50 méteres gyorsúszás magyar csúcsai (50 méteres medence) | A férfi 50 méteres gyorsúszás magyar csúcsai (50 méteres medence) | A férfi 50 méteres gyorsúszás magyar csúcsai (50 méteres medence) |
| Idő                                                               | Név                                                               | Egyesület                                                         | Dátum                                                             | Helyszín                                                          | Esemény                                                           | Megjegyzés                                                        | Forrás                                                            |
| ----------------------------------------------------------------- | ----------------------------------------------------------------- | ----------------------------------------------------------------- | ----------------------------------------------------------------- | ----------------------------------------------------------------- | ----------------------------------------------------------------- | ----------------------------------------------------------------- | ----------------------------------------------------------------- |
| 27,0                                                              | Kenyery Alajos                                                    | MAFC                                                              | 1922. 06. 04.                                                     | Budapest, Magyarország                                            |                                                                   |                                                                   | [ 1 ]                                                             |
| 26,4                                                              | Bárány István                                                     | MOVE Eger SE                                                      | 1925. 06. 04.                                                     | Budapest, Magyarország                                            |                                                                   | 33 méteres medence                                                | [ 1 ]                                                             |
| 26,2                                                              | Bárány István                                                     | MOVE Eger SE                                                      | 1926. 06. 13.                                                     | Tata, Magyarország                                                |                                                                   | 50 méteres medence                                                | [ 1 ] [ 2 ]                                                       |
| 26,0                                                              | Bárány István                                                     | MOVE Eger SE                                                      | 1929. 08. 11.                                                     | Szolnok, Magyarország                                             |                                                                   | 50 méteres medence                                                | [ 1 ] [ 3 ]                                                       |
| 25,7                                                              | Dobai Gyula                                                       | Újpesti Dózsa                                                     | 1962. 05. 20.                                                     | Eger, Magyarország                                                | Az Egri Dózsa versenye                                            |                                                                   | [ 4 ]                                                             |
| 25,5                                                              | Dobai Gyula                                                       | Újpesti Dózsa                                                     | 1962. 06. 01.                                                     | Budapest, Magyarország                                            | Az FTC versenye                                                   |                                                                   | [ 1 ] [ 5 ]                                                       |
| 24,74                                                             | Szondy György                                                     | Bp. Spartacus                                                     | 1981. 08. 08.                                                     | Budapest, Magyarország                                            | Aréna sprint nagydíj                                              |                                                                   | [ 6 ] [ 7 ]                                                       |
| 24,70                                                             | Szondy György                                                     | Bp. Spartacus                                                     | 1983. 03. 23.                                                     | Budapest, Magyarország                                            | Electroimpex '83                                                  |                                                                   | [ 6 ] [ 8 ]                                                       |
| 24,70                                                             | Kálló István                                                      | BVSC                                                              | 1985. 07. 14.                                                     | Budapest, Magyarország                                            | magyar bajnokság                                                  |                                                                   | [ 9 ] [ 10 ]                                                      |
| 24,64                                                             | Kovács László                                                     | Bp. Honvéd                                                        | 1987. 07. 19.                                                     | Budapest, Magyarország                                            | magyar bajnokság                                                  |                                                                   | [ 11 ] [ 12 ]                                                     |
| 24,36                                                             | Kovács László                                                     | Bp. Honvéd                                                        | 1988. 04. 01.                                                     | Budapest, Magyarország                                            | Elektroimpex úszóverseny                                          | a selejtezőben                                                    | [ 13 ]                                                            |
| 24,29                                                             | Kovács László                                                     | Bp. Honvéd                                                        | 1988. 08. 21.                                                     | Budapest, Magyarország                                            | csúcskisérlet                                                     |                                                                   | [ 14 ] [ 15 ]                                                     |
| 24,22                                                             | Bodor Richárd Mihály                                              | DADS Swimming Club                                                | 1988.                                                             |                                                                   |                                                                   |                                                                   | [ 6 ]                                                             |
| 24,17                                                             | Sarkadi Károly                                                    | Bp. Honvéd                                                        | 1990. 03. 30.                                                     | Budapest, Magyarország                                            | Ifjúsági ob                                                       |                                                                   | [ 16 ]                                                            |
| 24,14                                                             | Szabados Béla                                                     | Békéscsabai Előre                                                 | 1990. 12. 08.                                                     | Budapest, Magyarország                                            | országos bajnokság                                                |                                                                   | [ 17 ]                                                            |
| 24,01                                                             | Szabados Béla                                                     | Békéscsabai Előre                                                 | 1991. 01. 12.                                                     | Perth, Ausztrália                                                 | világbajnokság                                                    | selejtező                                                         | [ 18 ]                                                            |
| 24,01                                                             | Szabados Béla                                                     | Békéscsabai Előre                                                 | 1991. 07. 20.                                                     | Budapest, Magyarország                                            | országos bajnokság                                                | selejtező                                                         | [ 19 ]                                                            |
| 23,95                                                             | Szabados Béla                                                     | Békéscsabai Előre                                                 | 1991. 07. 20.                                                     | Budapest, Magyarország                                            | országos bajnokság                                                | döntő                                                             | [ 19 ]                                                            |
| 23,67                                                             | Szabados Béla                                                     | Békéscsabai Előre                                                 | 1992. 06. 25.                                                     | Budapest, Magyarország                                            | országos bajnokság                                                | selejtező                                                         | [ 20 ]                                                            |
| 23,62                                                             | Szabados Béla                                                     | Békéscsabai Előre                                                 | 1992. 06. 25.                                                     | Budapest, Magyarország                                            | országos bajnokság                                                | döntő                                                             | [ 20 ]                                                            |
| 23,61                                                             | Szabados Béla                                                     | Békéscsabai Előre                                                 | 1993. 08. 07.                                                     | Sheffield, Egyesült Királyság                                     | Európa-bajnokság                                                  | selejtező                                                         | [ 21 ]                                                            |
| 23,48                                                             | Czene Attila                                                      | Sport+ SE                                                         | 1994. 08. 06.                                                     | Budapest, Magyarország                                            | országos bajnokság                                                |                                                                   | [ 22 ]                                                            |
| 23,36                                                             | Czene Attila                                                      | Sport+ SE                                                         | 1995. 07. 22.                                                     | Budapest, Magyarország                                            | országos bajnokság                                                |                                                                   | [ 23 ]                                                            |
| 23,18                                                             | Zubor Attila                                                      | Sport+ SE                                                         | 1998. 07. 05.                                                     | Budapest, Magyarország                                            | országos bajnokság                                                |                                                                   | [ 24 ]                                                            |
| 23,08                                                             | Gáspár Zsolt                                                      | Ferencvárosi TC                                                   | 1998. 07. 25.                                                     | Fiume, Horvátország                                               |                                                                   |                                                                   | [ 25 ]                                                            |
| 22,76                                                             | Gáspár Zsolt                                                      | Ferencvárosi TC                                                   | 2000. 03 29.                                                      | Seattle, USA                                                      | Amerikai nyílt bajnokság                                          |                                                                   | [ 26 ]                                                            |
| 22,76                                                             | Zubor Attila                                                      | Bp. Spartacus                                                     | 2001. 07. 22.                                                     | Fukuoka, Japán                                                    | világbajnokság                                                    | selejtező                                                         | [ 27 ]                                                            |
| 22,54                                                             | Zubor Attila                                                      | Bp. Spartacus                                                     | 2001. 07. 22.                                                     | Fukuoka, Japán                                                    | világbajnokság                                                    | elődöntő                                                          | [ 27 ]                                                            |
| 22,53                                                             | Takács Krisztián                                                  | Dunaferr SE                                                       | 2008. 03. 23.                                                     | Eindhoven, Hollandia                                              | Európa-bajnokság                                                  | elődöntő                                                          | [ 28 ]                                                            |
| 22,39                                                             | Takács Krisztián                                                  | Dunaferr SE                                                       | 2008. 07. 09.                                                     | Budapest, Magyarország                                            | országos bajnokság                                                | selejtező                                                         | [ 29 ]                                                            |
| 21,97                                                             | Takács Krisztián                                                  | Dunaferr SE                                                       | 2008. 07. 10.                                                     | Budapest, Magyarország                                            | országos bajnokság                                                | döntő                                                             | [ 30 ]                                                            |
| 21,84                                                             | Takács Krisztián                                                  | Dunaferr SE                                                       | 2008. 08. 15.                                                     | Peking, Kína                                                      | olimpiai játékok                                                  | elődöntő                                                          | [ 31 ]                                                            |
| 21,71                                                             | Takács Krisztián                                                  | Dunaferr SE                                                       | 2009. 07. 31.                                                     | Róma, Olaszország                                                 | világbajnokság                                                    | selejtező                                                         | [ 32 ]                                                            |
| 21,65                                                             | Takács Krisztián                                                  | Dunaferr SE                                                       | 2009. 07. 31.                                                     | Róma, Olaszország                                                 | világbajnokság                                                    | elődöntő                                                          | [ 33 ]                                                            |
| 21,42                                                             | Takács Krisztián                                                  | Dunaferr SE                                                       | 2009. 07. 31.                                                     | Róma, Olaszország                                                 | világbajnokság                                                    | szétúszás                                                         | [ 34 ]                                                            |

### Nők
| A női 50 méteres gyorsúszás magyar csúcsai (50 méteres medence) | A női 50 méteres gyorsúszás magyar csúcsai (50 méteres medence) | A női 50 méteres gyorsúszás magyar csúcsai (50 méteres medence) | A női 50 méteres gyorsúszás magyar csúcsai (50 méteres medence) | A női 50 méteres gyorsúszás magyar csúcsai (50 méteres medence) | A női 50 méteres gyorsúszás magyar csúcsai (50 méteres medence) | A női 50 méteres gyorsúszás magyar csúcsai (50 méteres medence) | A női 50 méteres gyorsúszás magyar csúcsai (50 méteres medence) |
| Idő                                                             | Név                                                             | Egyesület                                                       | Dátum                                                           | Helyszín                                                        | Esemény                                                         | Megjegyzés                                                      | Forrás                                                          |
| --------------------------------------------------------------- | --------------------------------------------------------------- | --------------------------------------------------------------- | --------------------------------------------------------------- | --------------------------------------------------------------- | --------------------------------------------------------------- | --------------------------------------------------------------- | --------------------------------------------------------------- |
| 34,4                                                            | Stieber Sarolta                                                 | MAC                                                             | 1928. 06. 09.                                                   | Budapest, Magyarország                                          | A MAC nemzetközi versenye                                       | 50 méteres medence                                              | [ 1 ] [ 35 ]                                                    |
| 33,4                                                            | Lenkei Magda                                                    | III. kerületi TVE                                               | 1930. 08. 09.                                                   | Budapest, Magyarország                                          | Az FTC nemzetközi versenye                                      | 50 méteres medence                                              | [ 1 ] [ 36 ]                                                    |
| 28,9                                                            | Takács Katalin                                                  | Újpesti Dózsa                                                   | 1962. 06. 02.                                                   | Budapest, Magyarország                                          | Az FTC versenye                                                 |                                                                 | [ 1 ] [ 37 ]                                                    |
| 27,78                                                           | Orosz Andrea                                                    | Bp. Spartacus                                                   | 1981.08. 07.                                                    |                                                                 | Aréna sprint nagydíj                                            |                                                                 | [ 6 ] [ 38 ]                                                    |
| 27,70                                                           | Orosz Andrea                                                    | Bp. Spartacus                                                   | 1982.                                                           |                                                                 |                                                                 |                                                                 | [ 6 ]                                                           |
| 27,46                                                           | Ormos Edit                                                      | Bp. Vasas                                                       | 1984. 07. 08.                                                   | Dunaújváros, Magyarország                                       | országos bajnokság                                              |                                                                 | [ 39 ] [ 40 ]                                                   |
| 27,31                                                           | Ormos Edit                                                      | Bp. Vasas                                                       | 1986. 04. 02.                                                   | Budapest, Magyarország                                          | Elektroimpex úszóverseny                                        |                                                                 | [ 41 ] [ 42 ]                                                   |
| 27,15                                                           | Ormos Edit                                                      | Bp. Vasas                                                       | 1986. 04. 02.                                                   | Budapest, Magyarország                                          | Elektroimpex úszóverseny                                        |                                                                 | [ 41 ] [ 42 ]                                                   |
| 27,07                                                           | Ormos Edit                                                      | Bp. Vasas                                                       | 1986. 07. 20.                                                   | Budapest, Magyarország                                          | országos bajnokság                                              |                                                                 | [ 41 ] [ 43 ]                                                   |
| 26,77                                                           | Varga Dóra                                                      | Dunaújvárosi Kohász                                             | 1987. 07. 19.                                                   | Budapest, Magyarország                                          | országos bajnokság                                              |                                                                 | [ 11 ] [ 44 ]                                                   |
| 26,73                                                           | Lakos Gyöngyvér                                                 | Ferencvárosi TC                                                 | 1994. 09. 11.                                                   | Róma, Olaszország                                               | világbajnokság                                                  | selejtező                                                       | [ 45 ]                                                          |
| 26,62                                                           | Jakab Dóra                                                      | Bp. Spartacus                                                   | 1997. 07. 20.                                                   | Székesfehérvár, Magyarország                                    | serdülő ob                                                      |                                                                 | [ 46 ]                                                          |
| 26,51                                                           | Jakab Dóra                                                      | Bp. Spartacus                                                   | 1997. 12. 14.                                                   | Budapest, Magyarország                                          | országos bajnokság                                              |                                                                 | [ 47 ]                                                          |
| 26,36                                                           | Jakab Dóra                                                      | Bp. Spartacus                                                   | 1998. 01. 18.                                                   | Perth, Ausztrália                                               | világbajnokság                                                  | selejtező                                                       | [ 48 ]                                                          |
| 26,27                                                           | Verrasztó Evelyn                                                | A Jövő SC                                                       | 2006. 12. 17.                                                   | Budapest, Magyarország                                          | Felkészülési verseny                                            |                                                                 | [ 49 ]                                                          |
| 26,24                                                           | Verrasztó Evelyn                                                | A Jövő SC                                                       | 2007. 07. 28.                                                   | Budapest, Magyarország                                          | országos bajnokság                                              | selejtező                                                       | [ 50 ]                                                          |
| 26,11                                                           | Verrasztó Evelyn                                                | A Jövő SC                                                       | 2007. 07. 29.                                                   | Budapest, Magyarország                                          | országos bajnokság                                              | elődöntő                                                        | [ 51 ]                                                          |
| 25,91                                                           | Verrasztó Evelyn                                                | A Jövő SC                                                       | 2007. 07. 29.                                                   | Budapest, Magyarország                                          | országos bajnokság                                              | döntő                                                           | [ 51 ]                                                          |
| 25,91                                                           | Verrasztó Evelyn                                                | A Jövő SC                                                       | 2008. 07. 12.                                                   | Budapest, Magyarország                                          | országos bajnokság                                              | döntő                                                           | [ 52 ]                                                          |
| 25,28                                                           | Verrasztó Evelyn                                                | A Jövő SC                                                       | 2009. 06. 28.                                                   | Eger, Magyarország                                              | országos bajnokság                                              | döntő                                                           | [ 53 ]                                                          |
| 25,19                                                           | Hosszú Katinka                                                  | Vasas SC                                                        | 2014. 01. 31.                                                   | Nizza, Franciaország                                            |                                                                 |                                                                 | [ 54 ]                                                          |
| 24,89                                                           | Hosszú Katinka                                                  | Vasas SC                                                        | 2014. 04. 21.                                                   | São Paulo, Brazília                                             | nyílt brazil bajnokság                                          |                                                                 | [ 55 ]                                                          |
| 24,81                                                           | Senánszky Petra                                                 | Debreceni SC SI                                                 | 2023. 05. 20.                                                   | Monaco                                                          | Mare Nostrum                                                    | negyeddöntő                                                     | [ 56 ]                                                          |
| 24,57                                                           | Senánszky Petra                                                 | Debreceni SC SI                                                 | 2024. 06. 01.                                                   | Monaco                                                          | Mare Nostrum                                                    | negyeddöntő                                                     | [ 57 ]                                                          |
| 24,57                                                           | Senánszky Petra                                                 | Debreceni SC SI                                                 | 2024. 06. 02.                                                   | Monaco                                                          | Mare Nostrum                                                    | döntő, csúcsbeállítás                                           | [ 58 ]                                                          |
| 24,56                                                           | Senánszky Petra                                                 | Debreceni SC SI                                                 | 2024. 06. 22.                                                   | Belgrád, Szerbia                                                | Európa-bajnokság                                                | aranyérmet ért                                                  | [ 59 ]                                                          |

## Rövid pálya

### Férfiak
| A férfi 50 méteres gyorsúszás magyar csúcsai (25 méteres medence) | A férfi 50 méteres gyorsúszás magyar csúcsai (25 méteres medence) | A férfi 50 méteres gyorsúszás magyar csúcsai (25 méteres medence) | A férfi 50 méteres gyorsúszás magyar csúcsai (25 méteres medence) | A férfi 50 méteres gyorsúszás magyar csúcsai (25 méteres medence) | A férfi 50 méteres gyorsúszás magyar csúcsai (25 méteres medence) | A férfi 50 méteres gyorsúszás magyar csúcsai (25 méteres medence) | A férfi 50 méteres gyorsúszás magyar csúcsai (25 méteres medence) |
| Idő                                                               | Név                                                               | Egyesület                                                         | Dátum                                                             | Helyszín                                                          | Esemény                                                           | Megjegyzés                                                        | Forrás                                                            |
| ----------------------------------------------------------------- | ----------------------------------------------------------------- | ----------------------------------------------------------------- | ----------------------------------------------------------------- | ----------------------------------------------------------------- | ----------------------------------------------------------------- | ----------------------------------------------------------------- | ----------------------------------------------------------------- |
| 22,67                                                             | Gáspár Zsolt                                                      | Ferencvárosi TC                                                   | 2000. 11. 30.                                                     | Auburn, USA                                                       | Az USA nyílt bajnoksága                                           |                                                                   |                                                                   |
| 22,51                                                             | Zubor Attila                                                      | Bp. Spartacus                                                     | 2001. 12. 09.                                                     | Budapest, Magyarország                                            | magyar bajnokság                                                  |                                                                   | [ 60 ]                                                            |
| 21,61                                                             | Gáspár Zsolt                                                      | Ferencvárosi TC                                                   | 2001. 12. 13.                                                     | Antwerpen, Belgium                                                | rövid pályás Eb                                                   | az előfutamban                                                    | [ 61 ]                                                            |
| 21,49                                                             | Takács Krisztián                                                  | Dunaferr SE                                                       | 2009. 11. 15.                                                     | Százhalombatta, Magyarország                                      | országos bajnokság                                                | 4 × 50 m gyorsváltó                                               | [ 62 ]                                                            |
| 21,33                                                             | Takács Krisztián                                                  | Dunaferr SE                                                       | 2009. 12. 10.                                                     | Isztambul, Törökország                                            | rövid pályás Eb                                                   | Az elődöntőben                                                    | [ 63 ]                                                            |
| 21,25                                                             | Takács Krisztián                                                  | Dunaferr SE                                                       | 2009. 12. 10.                                                     | Isztambul, Törökország                                            | rövid pályás Eb                                                   | A döntőben                                                        | [ 64 ]                                                            |
| 21,18                                                             | Lobanovszkij Maxim                                                | Győri ÚSE                                                         | 2017. 12. 15.                                                     | Koppenhága, Dánia                                                 | rövid pályás Eb                                                   | selejtező szétúszás                                               | [ 65 ]                                                            |
| 21,06                                                             | Lobanovszkij Maxim                                                | Győri ÚSE                                                         | 2019. 11. 15.                                                     | Neuchâtel, Svájc                                                  | Schweizermeisterschaft                                            |                                                                   | [ 66 ]                                                            |
| 20,76                                                             | Lobanovszkij Maxim                                                | Győri ÚSE                                                         | 2019. 12. 06.                                                     | Glasgow, Egyesült Királyság                                       | rövid pályás Eb                                                   | a döntőben                                                        | [ 67 ]                                                            |
| 20,68                                                             | Lobanovszkij Maxim                                                | Győri ÚSE                                                         | 2019. 12. 14.                                                     | Kaposvár, Magyarország                                            | rövid pályás ob                                                   | 4 × 50 m gyors                                                    | [ 68 ]                                                            |

### Nők
| A női 50 méteres gyorsúszás magyar csúcsai (25 méteres medence) | A női 50 méteres gyorsúszás magyar csúcsai (25 méteres medence) | A női 50 méteres gyorsúszás magyar csúcsai (25 méteres medence) | A női 50 méteres gyorsúszás magyar csúcsai (25 méteres medence) | A női 50 méteres gyorsúszás magyar csúcsai (25 méteres medence) | A női 50 méteres gyorsúszás magyar csúcsai (25 méteres medence) | A női 50 méteres gyorsúszás magyar csúcsai (25 méteres medence) | A női 50 méteres gyorsúszás magyar csúcsai (25 méteres medence) |
| Idő                                                             | Név                                                             | Egyesület                                                       | Dátum                                                           | Helyszín                                                        | Esemény                                                         | Megjegyzés                                                      | Forrás                                                          |
| --------------------------------------------------------------- | --------------------------------------------------------------- | --------------------------------------------------------------- | --------------------------------------------------------------- | --------------------------------------------------------------- | --------------------------------------------------------------- | --------------------------------------------------------------- | --------------------------------------------------------------- |
| 26,60                                                           | ?                                                               |                                                                 |                                                                 |                                                                 |                                                                 |                                                                 |                                                                 |
| 26,47                                                           | Miskovicz Zsuzsanna                                             | Dunaferr SE                                                     | 2004. 11. 13.                                                   | Hódmezővásárhely, Magyarország                                  | országos bajnokság                                              |                                                                 | [ 69 ]                                                          |
| 26,31                                                           | Jakabos Zsuzsanna                                               | ANK Úszóklub-Pécs                                               | 2005. 11. 12.                                                   | Hódmezővásárhely, Magyarország                                  | országos bajnokság                                              |                                                                 | [ 70 ]                                                          |
| 25,90                                                           | Verrasztó Evelyn                                                | A Jövő SC                                                       | 2006. 11. 10.                                                   | Debrecen, Magyarország                                          | országos bajnokság                                              |                                                                 |                                                                 |
| 25,89                                                           | Dobár Éva                                                       | A Jövő SC                                                       | 2007. 11. 16.                                                   | Debrecen, Magyarország                                          | országos bajnokság                                              |                                                                 | [ 71 ]                                                          |
| 25,56                                                           | Verrasztó Evelyn                                                | A Jövő SC                                                       | 2008. 11. 14.                                                   | Százhalombatta, Magyarország                                    | országos bajnokság                                              | selejtező                                                       | [ 72 ]                                                          |
| 25,19                                                           | Dara Eszter                                                     | Kőbánya SC                                                      | 2009. 11. 13.                                                   | Százhalombatta, Magyarország                                    | országos bajnokság                                              | döntő                                                           | [ 73 ]                                                          |
| 25,08                                                           | Verrasztó Evelyn                                                | A Jövő SC                                                       | 2009. 11. 22.                                                   | Zágráb, Horvátország                                            |                                                                 |                                                                 | [ 74 ]                                                          |
| 24,93                                                           | Dara Eszter                                                     | Kőbánya SC                                                      | 2009. 12. 13.                                                   | Isztambul, Törökország                                          | rövid pályás Eb                                                 | selejtező                                                       | [ 75 ]                                                          |
| 24,90                                                           | Dara Eszter                                                     | Kőbánya SC                                                      | 2009. 12. 13.                                                   | Isztambul, Törökország                                          | rövid pályás Eb                                                 | elődöntő                                                        | [ 75 ]                                                          |
| 24,71                                                           | Hosszú Katinka                                                  | Vasas SC                                                        | 2014. 05. 23.                                                   | Bergen, Norvégia                                                | Bergen Swim Festival                                            | selejtező                                                       | [ 76 ]                                                          |
| 24,66                                                           | Hosszú Katinka                                                  | Vasas SC                                                        | 2014. 09. 29.                                                   | Hongkong, Kína                                                  | 2014-es rövid pályás vk                                         | selejtező                                                       | [ 77 ]                                                          |
| 24,58                                                           | Hosszú Katinka                                                  | Vasas SC                                                        | 2014. 09. 29.                                                   | Hongkong, Kína                                                  | 2014-es rövid pályás vk                                         | döntő                                                           | [ 78 ]                                                          |
| 24,43                                                           | Hosszú Katinka                                                  | Vasas SC                                                        | 2014. 12. 29.                                                   | Réunion, Franciaország                                          | Meeting de l'Océan Indien                                       |                                                                 | [ 79 ]                                                          |
| 24,37                                                           | Senánszky Petra                                                 | Debreceni SC SI                                                 | 2021. 11. 11.                                                   | Kaposvár, Magyarország                                          | rövid pályás ob                                                 | a selejtezőben                                                  | [ 80 ]                                                          |
| 24,30                                                           | Senánszky Petra                                                 | Debreceni SC SI                                                 | 2021. 11. 11.                                                   | Kaposvár, Magyarország                                          | rövid pályás ob                                                 |                                                                 | [ 81 ]                                                          |